# Syrische Staatsbürgerschaft

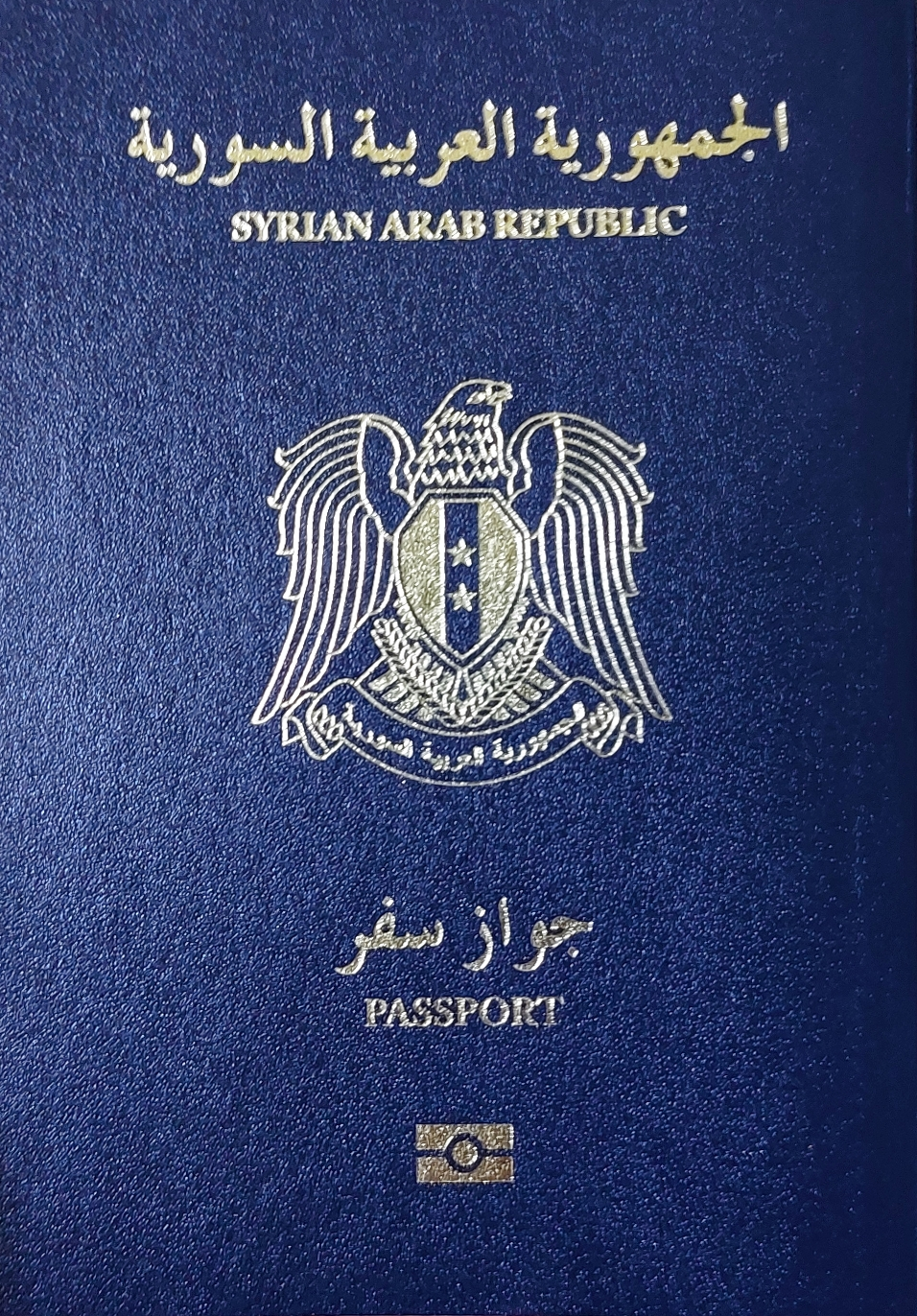
Syrischer Reisepass

Die syrische Staatsbürgerschaft ist die rechtliche Zugehörigkeit einer natürlichen Person zur Arabischen Republik Syrien.

## Historisch
Bis 1919 war die in Syrien lebende muslimische Bevölkerung osmanische Untertanen. Die Friedensverträge von Sèvres 1920 und Lausanne vom August 1923 regelten Gebietsabtretungen. In solchen Gebieten ansässigen Türken wurde in der Regel eine Optionsmöglichkeit zum Verbleib gegeben. Neue Staatsangehörigkeiten entstanden für die Teilgebiete, der nach 1926 getrennt verwalteten Teilstaaten des französischen Völkerbundmandats für Syrien und Libanon.

## Rechtliche Grundlagen
Die gesetzliche Grundlage der syrischen Staatsbürgerschaft ist das syrische Staatsangehörigkeitsrecht, konkret die Gesetzesverordnung 276/1969, die am 24. November 1969 vom damaligen Präsidenten Nureddin al-Atassi ratifiziert wurde. Das Gesetz klärt, unter welchen Bedingungen Menschen als syrische Staatsangehörige gelten und regelt Erwerb, Vererbung und Verlust der syrischen Staatsbürgerschaft.
Seit der Volkszählung von 1962 in al-Hasaka ist die Mehrzahl der Kurden in Syrien staatenlos, obwohl zumindest den „Ajanib“ (arabisch أجانب adschanib), registrierten Ausländern, mit Präsidialerlass Nr. 49 vom 7. April 2011 der Erwerb der syrischen Staatsbürgerschaft erleichtert worden war.
Syrien gestattet die doppelte Staatsangehörigkeit, der Staat betrachtet doppelte Staatsbürger jedoch primär als Syrer.

### Erwerb durch Geburt
Die syrische Staatsbürgerschaft wird durch Abstammung von einem syrischen Vater vererbt.
Frauen können die syrische Staatsangehörigkeit grundsätzlich nicht vererben. Dies ist nur ausnahmsweise möglich, wenn die Geburt in Syrien stattfand und der Vater unbekannt ist. Auch wird ein Kind Syrer, wenn es in Syrien geboren wurde und die Nationalität seiner Eltern unbekannt ist, die Eltern staatenlos sind oder die Eltern Ausländer sind und dem Kind keine Staatsangehörigkeit vererben können. Ein im Ausland geborenes Kind syrischer Herkunft erwirbt die syrische Staatsbürgerschaft, wenn es ansonsten staatenlos wäre.
Ist für im Ausland geborene Kinder der Nachweis ihrer syrischen Abstammung, etwa durch eine Geburtsurkunde, nicht möglich, tritt Staatenlosigkeit ein.

### Erwerb durch Einbürgerung
Ehefrauen syrischer Männer erwerben die syrische Staatsbürgerschaft, wenn die Ehe mindestens zwei Jahre besteht und sie während dieser Zeit in Syrien lebt. Ehemänner syrischer Frauen haben dieses Recht nicht.
Andere Ausländer können die syrische Staatsbürgerschaft erwerben, wenn sie mindestens 10 Jahre in Syrien lebten, die arabische Sprache beherrschen, seit mindestens sechs Monaten keine Straftaten begangen haben, nicht von gefährlichen Krankheiten befallen sind, sowie Syrien oder der arabischen Welt gedient haben.

### Verlust
Die syrische Staatsangehörigkeit kann grundsätzlich nicht einseitig abgelegt werden. Syrern kann aber mit Zustimmung der Regierung gestattet werden, sie bei gleichzeitigem Erwerb einer ausländischen aufzugeben. Ein erfolgreiches Entlassungs- oder Verzichtsverfahren ist jedoch praktisch selten.
Außerdem kann der syrische Staat eine Person unter bestimmten Umständen ausbürgern, z. B. in Angelegenheiten der nationalen Sicherheit.